# Jörn Reuß
Jörn Reuß (* 12. Juli 1968 in Berlin) ist ein ehemaliger deutscher Profi-Radrennfahrer.

## Sportliche Laufbahn
Wie fast alle Straßenfahrer der DDR startete Reuß schon als junger Fahrer auch auf der Bahn der Werner-Seelenbinder-Halle in Berlin. Dort gewann er die "Internationale Zweier-Mannschaftsmeisterschaft" 1989 mit Christian Jäger als Partner. Als Amateur gewann Jörn Reuß 1992 die Sachsen-Tour. 1992 wurde er Zweiter der Gesamtwertung der Bohemia Tour, 1994 gewann er Rund um den Sachsenring und belegte Platz drei bei der Tour of Hawaii. 1995 war er Erster der Rheinland-Pfalz-Rundfahrt. 1999 konnte er die Sachsen-Tour ein zweites Mal für sich entscheiden. 1997 trat er zu den Profis über. 2002 wurde er deutscher Bergmeister. 2003 beendete er seine Radsport-Karriere als Profi, ist aber weiterhin bei Masters-Rennen aktiv. 2011 und 2013 wurde er deutscher Straßenmeister in dieser Klasse, Vize-Europameister im Einzelzeitfahren und gewann das Velothon Berlin für Jedermänner über 120 Kilometer.